# Pedro del Vecchio
Pedro del Vecchio, född 16 oktober 1912, död 9 maj 1960, var en friidrottare från Colombia. Han deltog vid olympiska sommarspelen 1936.